# Смерть президента (книга)
Смерть президента: 20—25 ноября 1963 (англ. The Death of a President: November 20—November 25, 1963) — работа американского историка и журналиста Уильяма Манчестера об убийстве президента США Джона Ф. Кеннеди, впервые опубликованная в 1967 году.
Написана по заказу вдовы Кеннеди Жаклин и семьи Кеннеди. Еще до издания рукописи ее заказчики потребовали внести в текст правки, что вызвало большой общественный резонанс в США.

## Содержание
Посвящение книги гласит: «Всем, в чьих сердцах он ещё жив — страж чести, который никогда не спит».
В книге повествуется о событиях 20—25 ноября 1963 года, ставших последними днями президента Кеннеди. Рассказ начинается с небольшого приёма, который Кеннеди устроил в Белом доме вечером в среду, 20 ноября, накануне визита в Даллас, штат Техас. Затем описываются детали визита, убийство Кеннеди, его пребывание в госпитале и кончина, перевозка тела в Вашингтон, округ Колумбия и похороны в понедельник, 25 ноября.
В работе подробно описываются противоречия между Кеннеди и его преемником Джонсоном, реакция всего мира на убийство, а также убийство Ли Харви Освальда, совершенное Джеком Руби в прямом эфире.

## Создание
В начале 1964 года вдова президента Жаклин Кеннеди поручила журналисту Уильяму Манчестеру подготовить книгу об убийстве. Она и семья Кеннеди хотели дать исчерпывающее описание событий, чтобы предвосхитить другие публикации на тему, в том числе грядущую книгу Джима Бишопа «День, когда был застрелен Кеннеди». Кеннеди был знаком с работой Манчестера «Портрет президента: Джон Ф. Кеннеди в профиле», в котором описывались первые полтора года президентского срока Кеннеди. Манчестер познакомился с будущим президентом еще в военные годы, когда они вместе проходили лечение в Бостоне.
Договор с Манчестером предусматривал, что Жаклин Кеннеди и брат президента Роберт Ф. Кеннеди, тогдашний генеральный прокурор, одобрят рукопись. По условиям соглашения Манчестер должен был получить аванс в размере 36 000 долларов, но только в счёт дохода от первого издания. Все остальные доходы предназначались для библиотеки имени Джона Ф. Кеннеди.
Представители семьи Кеннеди пообещали Манчестеру эксклюзивные интервью с членами семьи и провели с ним 10 часов интервью. Для написания книги Манчестер взял интервью у 1000 человек, включая Роберта Ф. Кеннеди. От интервью отказалась только вдова Ли Харви Освальда — Марина. Манчестер работал по 100 часов в неделю в течение двух лет, чтобы уложиться в установленный срок публикации (1967 год). Из-за стресса, связанного с созданием книги, Манчестер более двух месяцев провел в больнице из-за нервного истощения. Находясь на лечении, он завершил рукопись объёмом в 1201 страницу и 380 000 слов.
В марте 1966 года Манчестер передал рукопись своему редактору в издательстве Harper & Row Эвану Томасу, а также семье Кеннеди на рассмотрение. Однако журнал Look предложил автору 665 000 долларов за права на журнальную публикацию. Агент Манчестера добился соглашения с журналом о том, что деньги от продажи прав пойдут автору.

## Цензура
И Жаклин, и Роберт Кеннеди отказались читать рукопись, поручив рецензирование бывшим членам администрации Кеннеди Джону Сайгенталеру, Эду Гутману и Ричарду Н. Гудвину. Рецензенты сочли, что отрывки в книге, «нелестные» по отношению к действующему президенту Джонсону, могут навредить президентской кампании Роберта Кеннеди, намеченной на 1968 год, и потребовали внесения изменений. Пэм Тёрнер, секретарь Жаклин Кеннеди, также прочитала рукопись. Её встревожили многие «личные откровения», которыми Жаклин поделилась в интервью с Манчестером — к примеру, она призналась в том, что курит сигареты (при жизни Кеннеди Жаклин это скрывала). Тёрнер также представила правки в рукопись.
Кроме того, Жаклин Кеннеди считала, что доходы от продажи прав на публикацию журналу Look должны причитаться библиотеке Кеннеди. Она утверждала, что её интервью с Манчестером были предназначены именно для библиотеки, угрожала заблокировать публикацию книги, если в нее не будут внесены правки, безуспешно предлагала Look 1 миллион долларов за отказ от публикации и в конце 1966 года подала иск в суд о запрете публикации книги.
О претензиях Жаклин к рукописи стало известно газетам, которые стали спекулировать на содержании книги. В результате внесудебного урегулирования в январе 1967 года Манчестер согласился удалить 1600 слов из журнального варианта книги, а также 7 из 654 страниц отдельного издания. Манчестер заявил, что удаления были «безвредными», и сохранил деньги за журнальную публикацию.

## Издания
Harper & Row опубликовало «Смерть президента» весной 1967 года. Книга получила хорошие отзывы, к лету 1967 года было продано более 1 миллиона экземпляров. Позже труд был удостоен Международной литературной премии Дага Хаммаршельда. К 1970 году книга принесла Библиотеке Кеннеди гонорары в размере 1 миллиона долларов.
В 1988 году книга была переиздана с новым предисловием автора. В ответ на вопросы читателей, будет ли автор обновлять свою работу, Манчестер написал, что, по его мнению, никаких новых событий для такого изменения не произошло.
Семья Кеннеди сохраняет контроль над материалами, связанными с книгой. Записи интервью Жаклин Кеннеди с автором находятся в Библиотеке Кеннеди и недоступны до 2067 года. Оригинал рукописи Манчестера хранится в Уэслианском университете, доступ к ней крайне ограничен. По словам сына автора Джона Манчестера, семья Кеннеди разрешила прекратить выпуск книги.
В октябре 2013 года книга была переиздана в серии Back Bay Books издательства Little, Brown and Company.